# Baduro
Baduro ist ein osttimoresischer Suco im Verwaltungsamt Lautém (Gemeinde Lautém).

## Geographie
Baduro liegt an der Nordküste Timors an der Straße von Wetar. Im Westen grenzt es an die Sucos Serelau und Maina II. Die Ostgrenze bildet der Fluss Malailada. Auf der anderen Seite liegen die Sucos Pairara, Maina I und das Verwaltungsamt Lospalos mit seinen Sucos Raça und Home. Vor der Gebietsreform 2015 hatte Baduro eine Fläche von 45,26 km². Nun sind es 45,83 km², da die Grenze zu Maina II leicht verschoben wurde.
Der Ort Baduro liegt im Südwesten des Sucos auf einer Meereshöhe von 236 m. Nahe dem Ort Baduro liegen die Dörfer Malailada, Luadau (Luandau), Irapala (Ira Pala, Irafala), Luculomano und Lakulomano. Diese Orte liegen nahe zusammen. In diesem Siedlungszentrum befinden sich zwei Grundschulen und eine medizinische Station.
Nahe der Nordküste liegen die Dörfer Hataman, Malaecada und Tamaro. Bei Tamaro führt eine Brücke über den östlich gelegenen Malailada. Auch westlich des Ortes mündet ein kleiner Fluss in die Straße von Wetar. In Tamaro befindet sich eine Vorschule.
In Baduro befinden sich die fünf Aldeias Irapala, Laculomano, Luadau, Malailada und Tamaro.

## Einwohner
Der Suco hat 1.444 Einwohner (2022), davon sind 714 Männer und 730 Frauen. Im Suco gibt es 344 Haushalte. Fast 97 % der Einwohner geben Fataluku als ihre Muttersprache an. Minderheiten sprechen Tetum Prasa, Makasae oder Sa'ane.

## Geschichte
In Malailada befand sich das historische Reich von Sarau, das in der Gemeinde Lautém im 18. und 19. Jahrhundert zu den dominierenden Reichen der Region gehörte.
In den 1730er-Jahren rebellierte Sarau gegen die portugiesischen Kolonialherren. Gouverneur Pedro de Rego Barreto da Gama e Castro ging daraufhin gegen das Reich vor.
1847 attackierten vermutlich buginesische Piraten oder Sklavenjäger den Ort Sama im heutigen Lautém, was in dieser Zeit nicht ungewöhnlich war. Gouverneur Julião José da Silva Vieira (1844 bis 1848) entsandte eine Militärexpedition, die aber zunächst von den Piraten geschlagen wurde. Noch viereinhalb Monate gelang es dann den 70 Buginesen, sich einer Belagerung durch 3000 Krieger zu erwehren, die die lokalen Herrscher zusammengezogen hatten. Sarau stand im Verdacht, mit den Buginesen zusammengearbeitet zu haben, weswegen Gouverneur José Joaquim Lopes de Lima (1851 bis 1852) eine Strafexpedition gegen Dom Mateus, dem Liurai von Sarau entsandte. Die Vergeltungsaktion über acht Monate, bei der auch das Kanonenboot Mondego eingesetzt wurde, brachte schließlich eine Entschädigungssumme von 2000 Rupien ein. Die Köpfe der gefallenen Gegner wurden nach Dili zurückgebracht und beim Likurai-Tanz zur Schau gestellt. Die timoresische Tradition wurde von den Portugiesen auch in den folgenden Jahren immer wieder bei Rebellen angewandt.
1867 hatte Sarau offiziell ein Bündnis mit Portugal geschlossen.

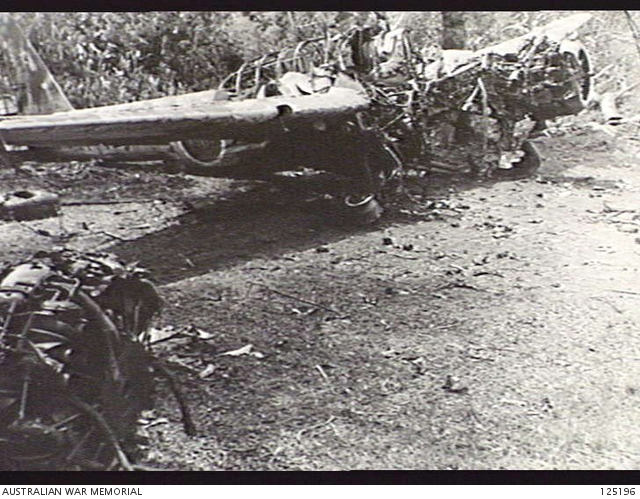
Ausgebranntes japanisches Flugzeug am Flugfeld Lautem West (1946)

In der Aldeia Malailada bauten die Japaner ab September 1942, während der Schlacht um Timor (1942–1945), ein Flugfeld, das den Namen „Lautem West“ erhielt (08° 23′ 42,6″ S, 126° 51′ 34,1″ O). Im Februar 1943 war die Landebahn mit über 1200 Metern Länge fertiggestellt. Bis Juni 1943 konnte die Existenz des Flugfelds vor dem Feind geheim gehalten werden. Die Flugzeuge wurden unter den angrenzenden Bäumen versteckt. Von Lautem West aus wurden Einsätze bis nach Darwin geflogen, so am 20., 22., 28. und 30. Juni 1943. Neben der japanischen Luftwaffe benutzten auch Marineflieger den Stützpunkt.
Nach der Entdeckung des Flugfeldes wurde es immer wieder von alliierten Bombern angegriffen, bis es schließlich Mitte 1944 unbrauchbar war. Die Japaner zogen ab dem 16. Juli 1944 Gräben durch die Landebahnen, damit sie nicht durch die Alliierten benutzt werden könnte. Nach dem Krieg wurde die Landebahn wieder hergestellt und portugiesische und indonesische Militärs nutzen das Flugfeld noch bis in die 1980er Jahre.

## Politik
Bei den Wahlen von 2004/2005 wurde Albaro da Costa zum Chefe de Suco gewählt. Bei den Wahlen 2009 gewann Anacleto Fernandes Xavier und wurde 2016 in seinem Amt bestätigt.